# Rok (kleding)
|                                                       |  |                                 |
| Een vrouw in een T-shirt en rok (van het type A-lijn) |  | Een lange rok met bloemenmotief |

Een rok is doorgaans een op zichzelf staand kledingstuk dat gecombineerd kan worden met andere kleding zoals een blouse of T-shirt. Een rok maakt deel uit van een mantelpak, maar kan ook onderdeel zijn van een jurk. Onder een rok kunnen panty's of leggings gedragen worden. Ook kan een badpak of bikini gecombineerd worden met een strandrok. 
In de westerse wereld is de rok voornamelijk een kledingstuk voor meisjes en vrouwen. In sommige culturen dragen ook mannen een rok. Bekende voorbeelden zijn de sarong, de izaar in verschillende moslimculturen en de Schotse kilt. In het verleden maakte de rok ook in het Westen een klein deel uit van de herengarderobe.

## Omschrijving
Een rok is een buis- of kegelvormig kledingstuk dat om de taille of op de heupen wordt gedragen en de benen deels of volledig bedekt. Een rok kan bestaan uit een doek die eenvoudigweg als een lendendoek om het lichaam wordt gedrapeerd. De meeste rokken hebben echter een complexer ontwerp, waarbij de rok nauw aansluit op de taille of de heupen en breder wordt naar beneden toe. In tegenstelling tot een broek heeft een rok geen pijpen (alhoewel de broekrok een tussenvariant is). Samen met het ontwerp en de snit kan de lengte van de rok sterk verschillen. De lengte van de rok wordt bepaald door de afstand tussen taillelijn en onderkant zoom waar deze naar binnen gevouwen is. Bij het ontbreken van een zoom meet men vanaf taille tot aan onderkant rafelrand of einde stof.

## Soorten rokken
De lengte van een rok kan zeer verschillen: lange rokken komen bijna tot de grond, terwijl minirokjes maar tot het bovenbeen worden gedragen. Eenvoudige rokken zijn gedrapeerde kledingstukken, bestaande uit één enkel stuk materiaal. Hoepelrokken hebben zo'n zware lading dat een 'geraamte' moet ingebouwd worden. Tegenwoordig hebben de meeste rokken echter vlakken en plooien. Ze zijn doorgaans gemaakt van stoffen als denim, katoen, linnen of soepelvallende viscose of polyester. Een rok kan een voering hebben om doorkijk te voorkomen.

### Soorten naar lengte
- Minirok: een rok tot boven de knie
- Midirok: een rok tot halverwege de kuit[1]
- Maxirok: een rok tot op de enkels

### Soorten naar vorm
- A-lijn-rok: een rok in het model van een A, dus iets wijduitlopend maar zonder dat de stof gaat golven of plooien.
- Ballonrok: een rok waarvan de onderzoom naar binnen toe gerimpeld is waardoor de rok opbolt.
- Broekrok
- Cargo-, Utility- of Workerrok: een rechte rok van stevige stof met opgestikte zakken met kleppen en een gulp met rits- of knoopsluiting aan de voorkant, gebaseerd op de werkbroeken van bijvoorbeeld timmermannen.
- Cheerleader-rok: een korte, gelaagde rok, gebaseerd op de rokken van cheerleaders en populair in de jaren 80 van de 20ste eeuw
- Cirkelrok: een rok die bestaat uit een cirkel van stof met een rond gat in het midden. Doordat er veel stof in zo'n model gaat valt de rok met veel plooien.
- Crinoline of hoepelrok
- Culottes: een lange broekrok met een lengte tot op de enkel of halverwege de kuit.
- Dirndlrok
- Fustanella: een witte, geplisseerde, wijd uitstaande rok voor mannen die deel uitmaakt van het uniform van de Griekse evzones (zie hieronder).
- Gerende rok: een rok die aan de onderzijde wijder is dan aan de taille, de meest eenvoudige rok, bestaande uit twee panden en een tailleband. Zit strak om de buik met coupenaden; aan een zijkant zit meestal een ritssluiting.[2]
- Godet-rok: een panelenrok in A-lijn-model met inzetten van driehoekige stukken stof waardoor de rok aan de zoom uitwaaiert.
- Kilt
- Klokvormige rok: een rok die nauw aansluit van de taille tot boven de knie en dan uitwaaiert.
- Kokerrok of (uit het Engels) potloodrok: een strak aansluitende rok die de ronding van de taille tot aan de knieën volgt. Aan de achterzijde veelal een split.[2]
- Lehenga: een Indiase, enkellange rok waarboven het middel vaak bloot gelaten wordt.
- Onderrok
- Panelenrok: een rok in A-lijn bestaande uit verticale, naar onderen toe breder wordende stroken stof.
- Paperbag-rok: een wijde rok met een ceintuur en een duidelijk zichtbare, ruime strook stof boven de ceintuur.
- Plissérok: een plooirok met hele fijne plooien. De stof hiervan is synthetisch en de plooien zitten er permanent in.
- Plooirok: een rok waarvan de stof uitgevoerd is in plooien, veelal stolpplooien.[2] De plooien hoeven niet meteen onder de band te beginnen, er wordt soms een strakke heuppas toegepast aan de bovenzijde van de rok.[2] De plooien zijn aangebracht door plisseren. Dit kan bijvoorbeeld gedaan worden met een strijkbout. Er bestaan echter ook rokken van synthetisch materiaal, waar de plooien permanent zijn en na een wasbeurt blijven zitten. Er zijn ook rokken voor mannen die plooien hebben zoals de Schotse kilt met grove plooien en de Griekse fustanella met fijne plooien.
- Sarong
- Schooluniformrok, ook wel met voorvoegsel Japans of (uit het Engels, naar de prepratory school), preppy-rok: een korte plooirok, zoals oorspronkelijk werd gedragen door Engelse, en nog steeds door Japanse meisjes als onderdeel van het verplichte schooluniform. De rok is vergelijkbaar met de tennisrok (zie hieronder). De rok werd populair onder jongeren in Japanse subculturen in de modewijk Harajuku (Tokio).
- Spijkerrok: een rok gemaakt van denim, soms zelfs van een spijkerbroek met de twee pijpen nog zichtbaar.
- Strokenrok, ook wel Bohemian/Boho of Gypsy (zigeuner-) rok: een rok bestaande uit minimaal 2 horizontale stroken, die naar onderen toe steeds wijder vallen, vaak in stoffen van verschillende, kleurige prints.
- Strompelrok of hobble-rok
- Tennisrok: in de jaren '80 van de 20ste eeuw een korte witte geplisseerde rok die zich in de 21ste eeuw ontwikkeld heeft tot een tennisshort met een aangenaaid soort lendendoek die een rok suggereert.
- Tulpvormige rok: een rok die opbolt rond de heupen en naar de knieën toe smaller wordt, als een omgekeerde tulp
- Tutu
- Wikkelrok: een rok zonder zijnaad, waarbij het ene (verticale) uiteinde van de stof over het andere valt, openvallend aan de zij- of voorkant.

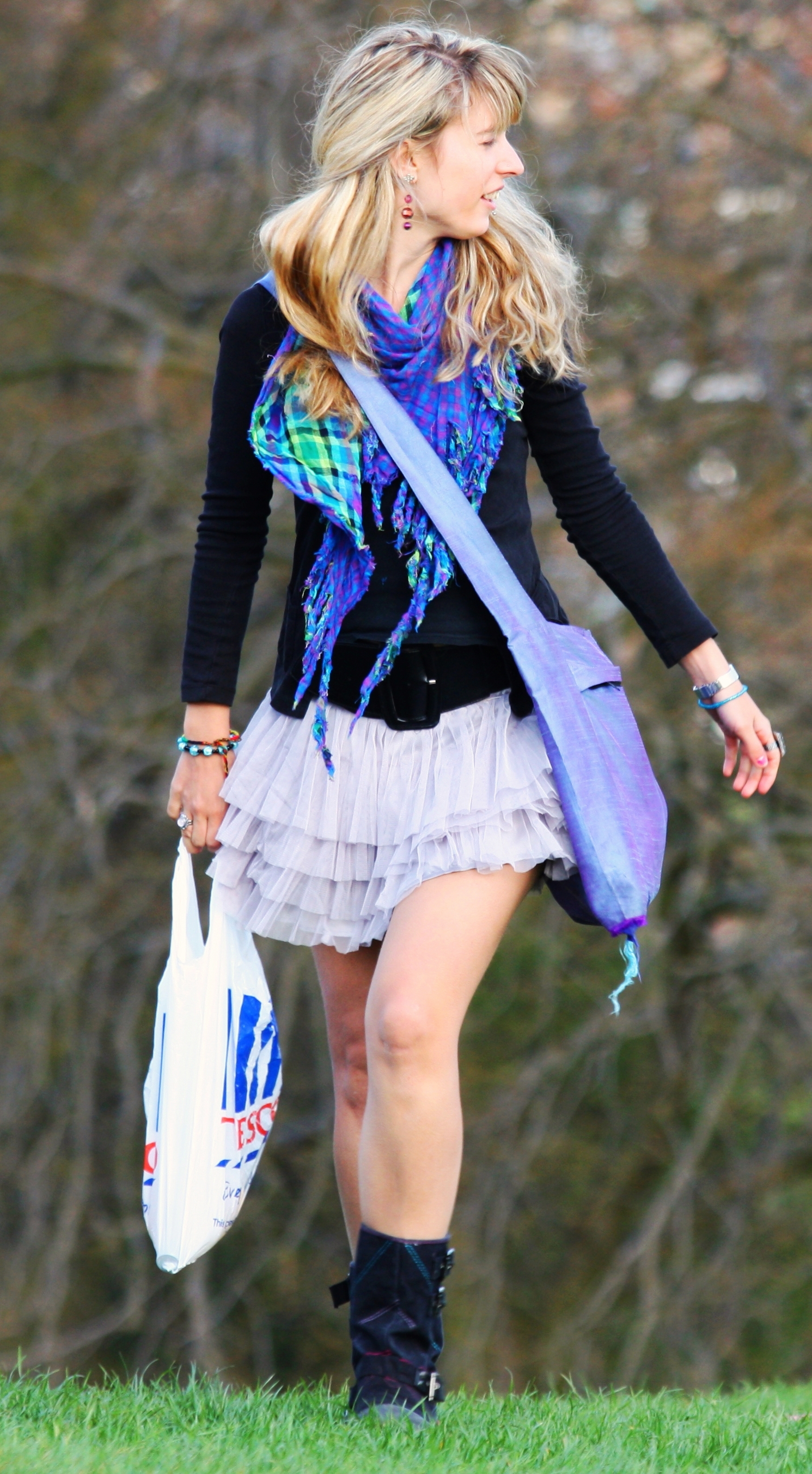
Cheerleader-rok
Patroon van een cirkelrok
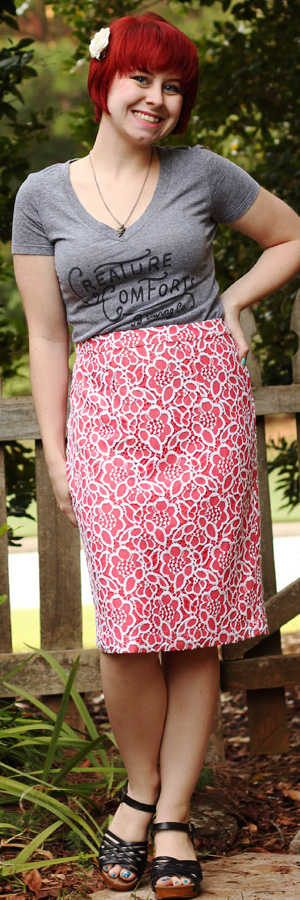
Rechte rok
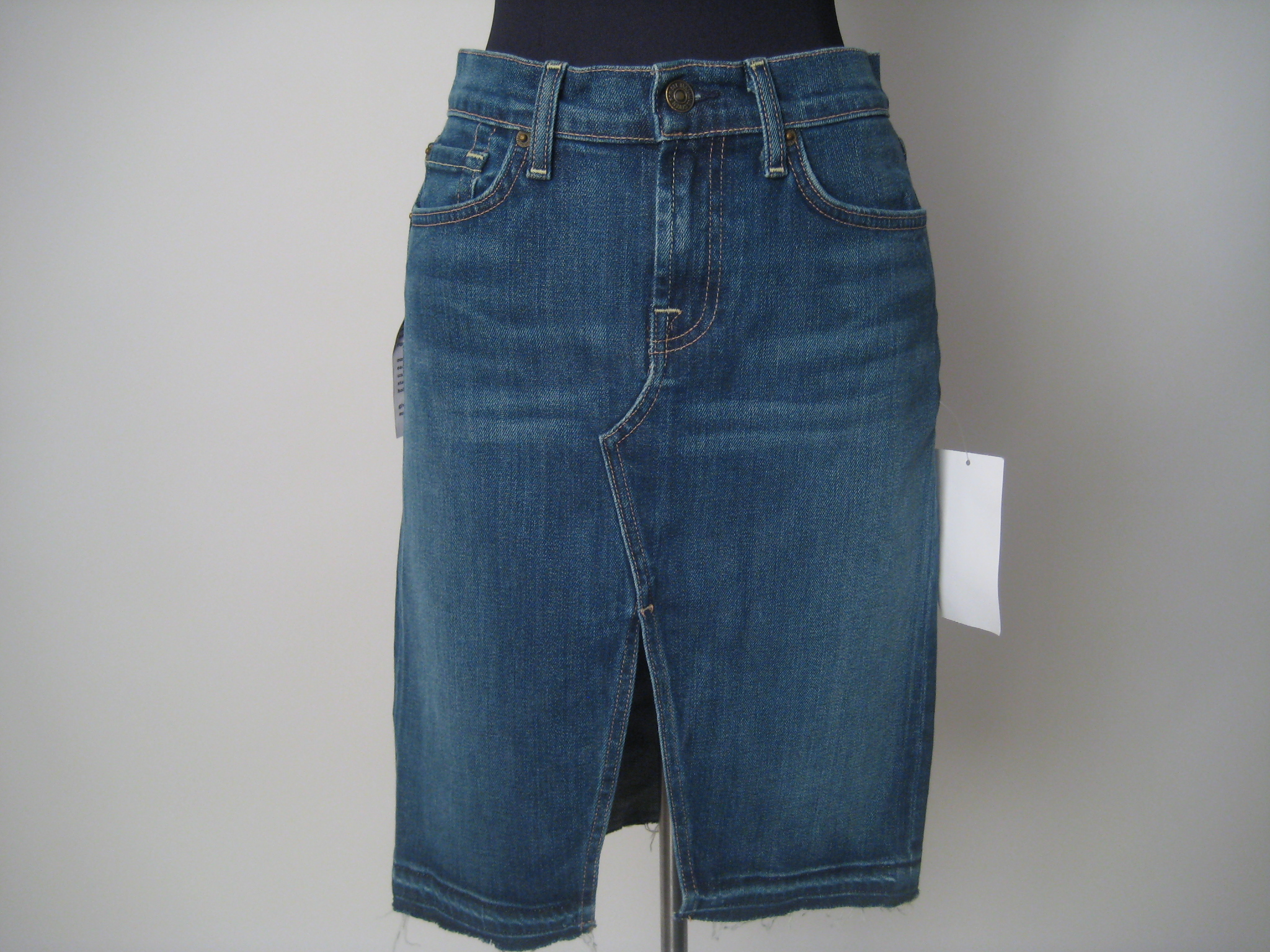
Spijkerrok, gemaakt uit een spijkerbroek
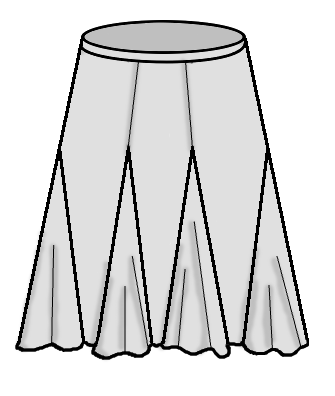
Godet-rok
Geruite preppy-rok
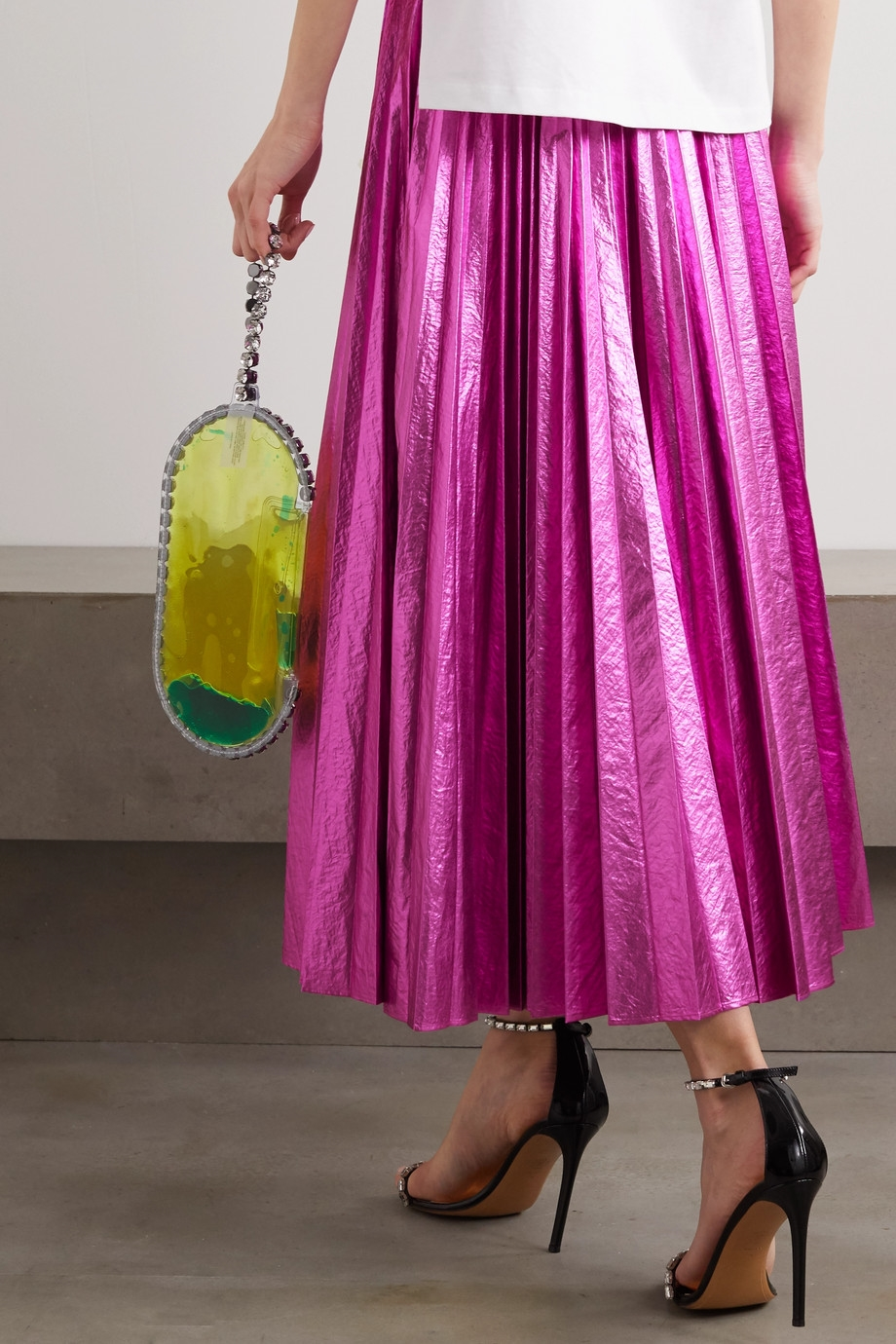
Plooirok
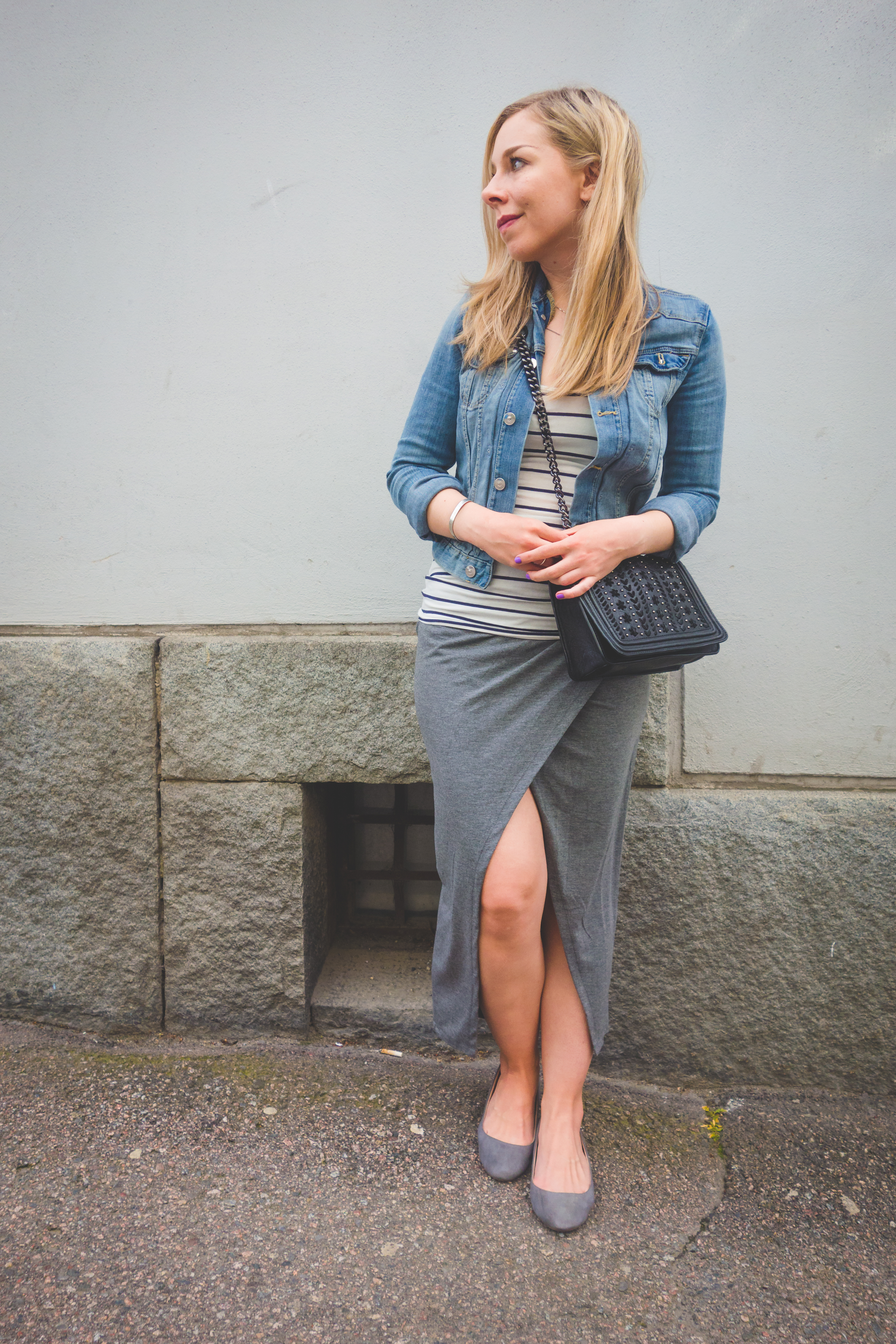
Wikkelrok
Cargo/Utility/Worker-rok
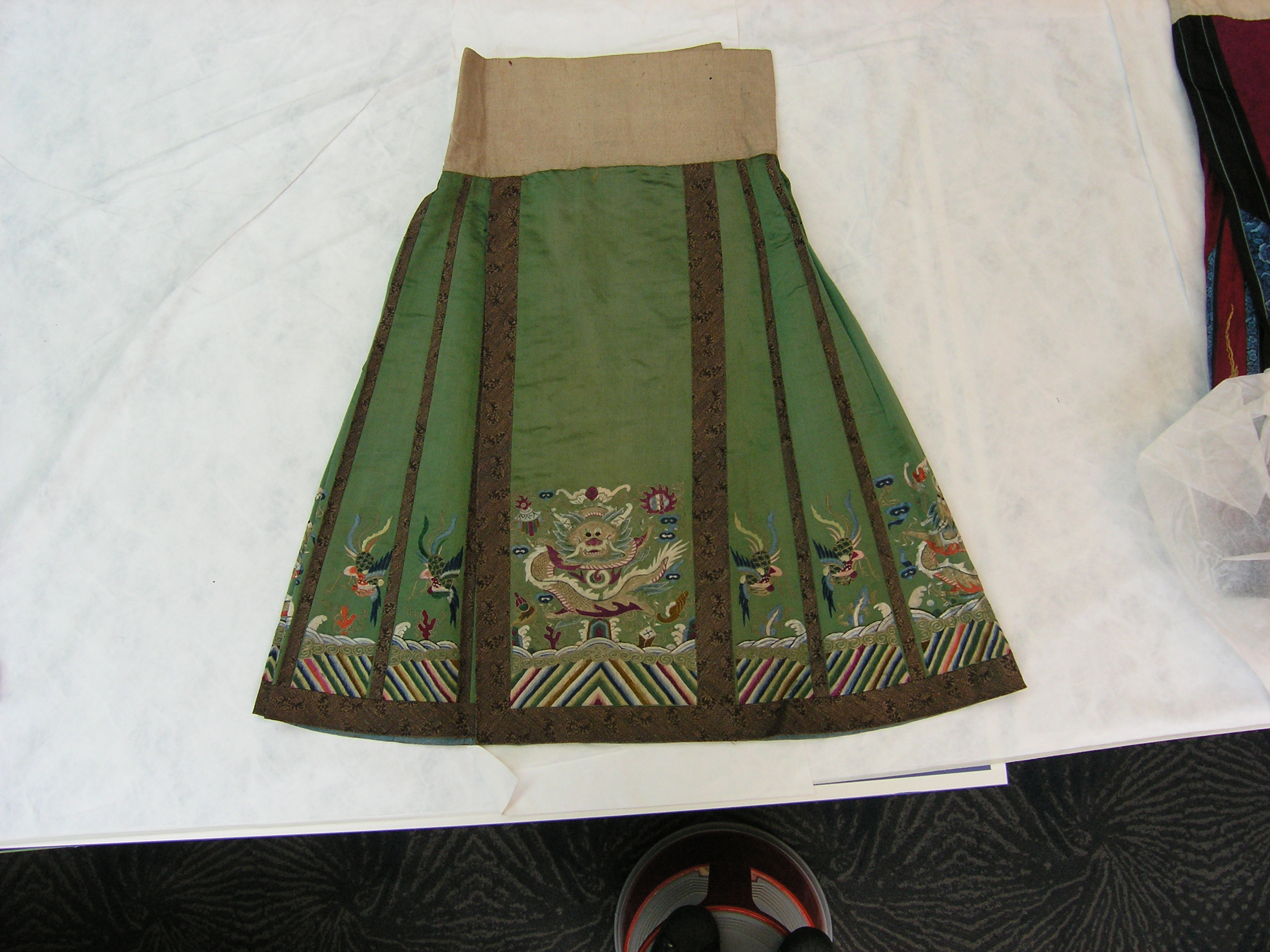
Panelenrok
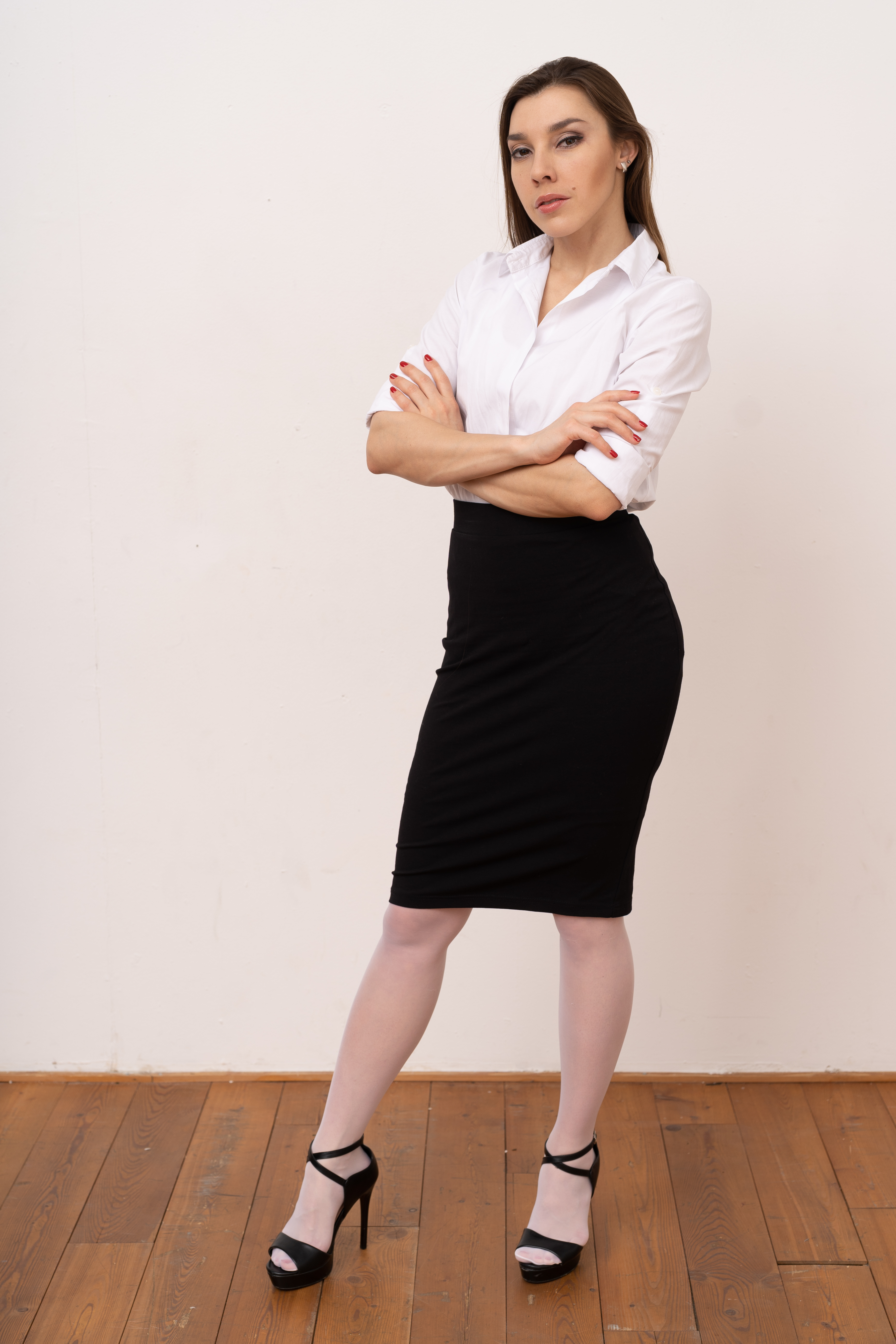
Kokerrok
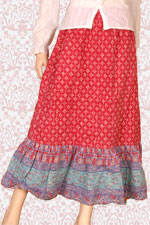
Boho / Gypsy /Strokenrok
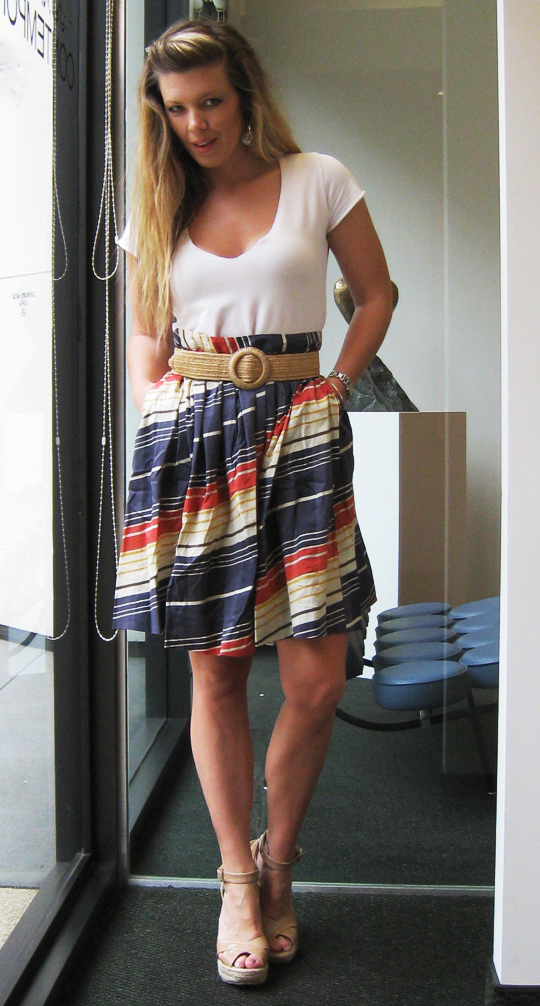
Paperbag rok
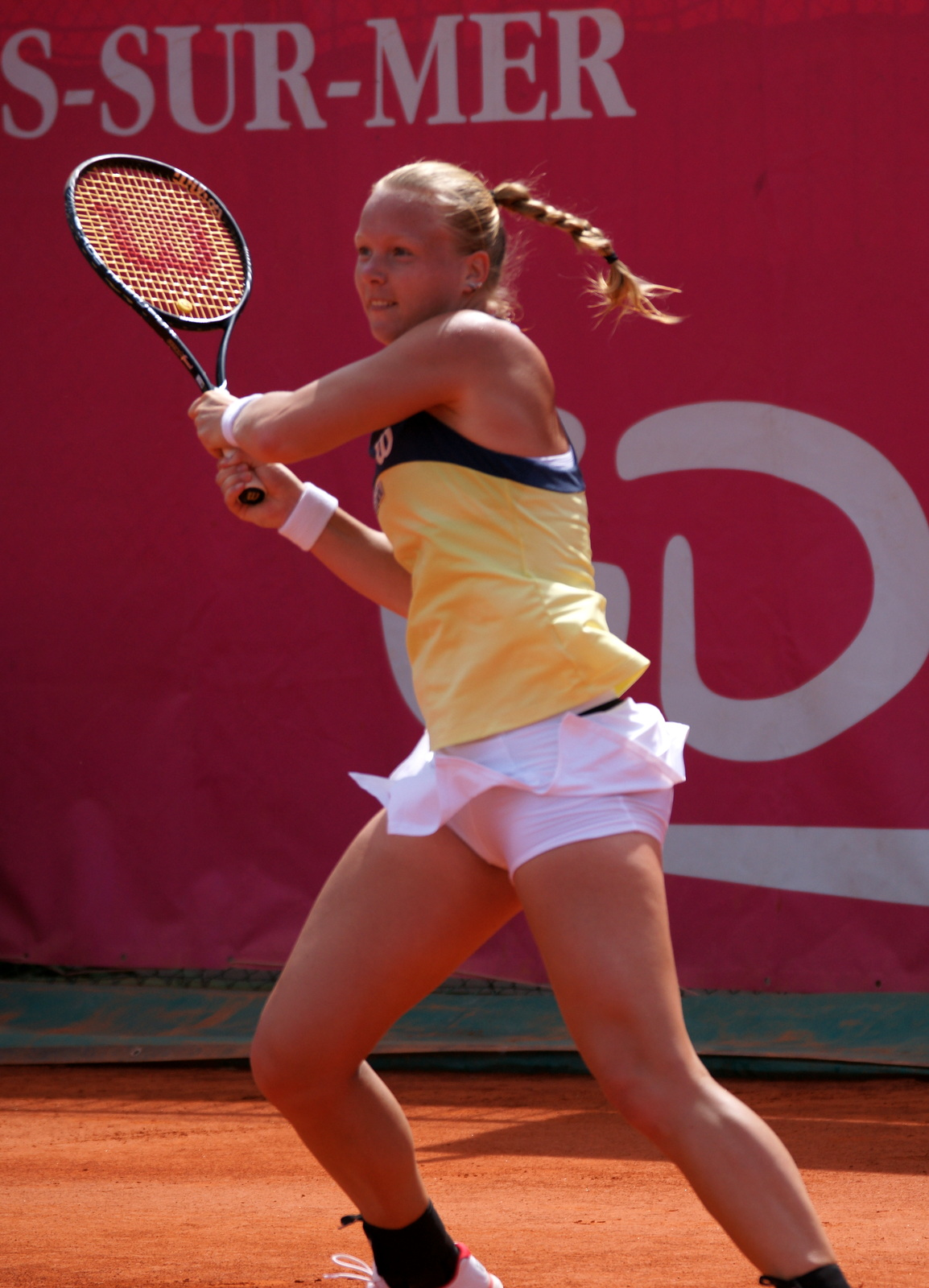
Tennisrok met ingenaaide short

## Rokken voor mannen

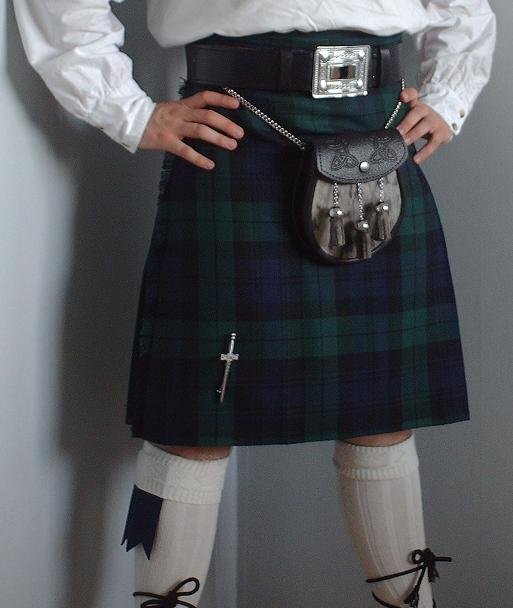
Schotse kilt

In tal van traditionele culturen en historische perioden was het niet ongewoon dat mannen een rok droegen. Bekende voorbeelden daarvan zijn natuurlijk de Keltische kilt, de Aziatische sarong en het uniform van de Griekse evzonen. Afbeeldingen over de prehistorie en de Romeinse tijd laten mannen zien, gehuld in een lendendoek die we vandaag de dag als een rok zouden omschrijven. Bij de oude Romeinen en Grieken gold een broek als een bij uitstek 'barbaars' kledingstuk, onder meer geassocieerd met de gevreesde Germanen en Perzische volkeren die hun hellenistische rijksgrenzen bedreigden.
In de loop van de geschiedenis is het dragen van een rok echter in veel culturen voor mannen in onbruik geraakt. Als kilt heeft de rok voor mannen overleefd in Schotland, onder meer als deel van het parade-uniform van bepaalde regimenten en korpsen (ook van veiligheidsdiensten), ook in bepaalde eenheden elders in huidige en vroegere delen van het Britse rijk (zelfs buiten het Commonwealth). Geplisseerde, korte wijd uitstaande rokken (fustanella) zijn onderdeel van het uniform van de evzones, de traditioneel in het wit geklede parade- en elitesoldaten van de Griekse presidentiële en (vroeger) koninklijke garde.

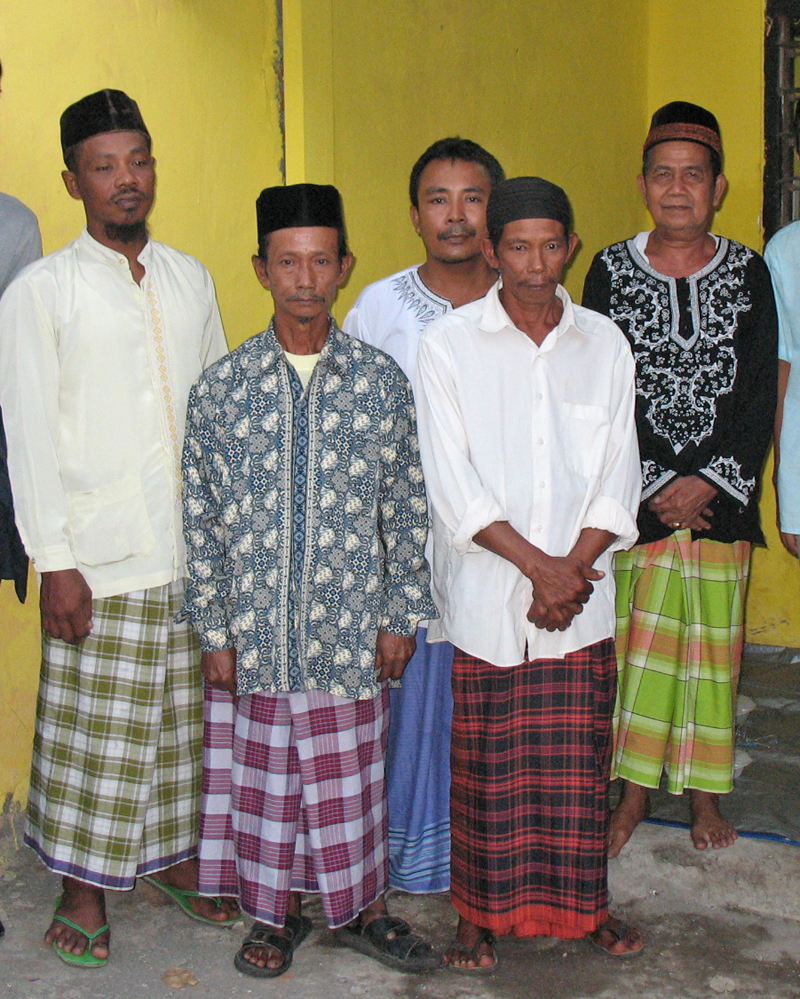
Mannen in sarong

In Zuid- en Zuidoost-Azië zijn nog de sarong (een lange lendendoek) en andere om de heupen gewikkelde stoffen traditioneel voor mannen zowel als vrouwen. Ze worden thans echter in vele landen in snel tempo verdrongen door westerse kledij, met name in de geürbaniseerde gebieden. In Indonesische steden zal men bijvoorbeeld zelden een man in sarong meer aantreffen, terwijl velen spijkerbroeken dragen.
In West-Europa werden kleine jongens tot in de 19e eeuw in een rok gekleed. Pas wanneer hun een jaar of acht waren kregen de zogenaamde 'broekventjes' een (korte) broek.
Pogingen van modeontwerpers zoals Jean Paul Gaultier en Yohji Yamamoto om de rok in de herenmode te introduceren hebben nooit geleid tot blijvend succes.
In de fetisj-, gothic- en cyberscene ziet men de laatste jaren steeds vaker mannen in (voornamelijk) lange rokken, terwijl men in de punkscene meer de kilt ziet. Deze rokken zijn gemaakt van uiteenlopende natuurlijke stoffen (katoen, leder, rubber, wol, zijde) of synthetische stoffen (lak, nylon) en in diverse uiteenlopende kleuren, maar vaak wordt toch gekozen voor zwart omdat dit het beste en mooiste afkleedt. Versieringen zijn heel divers, zoals riempjes, buisjes, (bondage-)straps, knopen, klittenband, gespen, ritsen, veters, gaten, haakjes, kettingen, veiligheidsspelden en spikes of studs.